# Paul-Émile André
Paul-Émile André (ur. 21 października 1911 w Bleid, zm. 4 września 1996 w Virton) – belgijski kolarz szosowy i torowy, brązowy medalista szosowych mistrzostw świata.

## Kariera
Największy sukces w karierze Paul-Émile André osiągnął w 1934 roku, kiedy zdobył brązowy medal w wyścigu ze startu wspólnego amatorów podczas szosowych mistrzostw świata w Lipsku. W zawodach tych wyprzedzili go jedynie Holender Kees Pellenaars oraz Francuz André Deforge. Był to jednak jedyny medal wywalczony przez André na międzynarodowej imprezie tej rangi. Ponadto w 1936 roku był trzeci w wyścigu Paryż-Reims-Verdun, a w 1939 roku zajął drugie miejsce w klasyfikacji generalnej Circuit des Vosges. Nigdy nie wystąpił na igrzyskach olimpijskich. Jako zawodowiec startował w latach 1935-1939.